# Pokolenie (genetyka)

## Pokolenie rodzicielskie
Pokoleniem rodzicielskim są dwa osobniki (męski i żeński) lub grupa osobników różnej płci trzymanych razem i mogących się parować dowolnie. Pokolenie rodzicielskie oznacza się symbolem P (łac. parentes = rodzice).

## Pokolenie potomne (pokolenie filialne)
Potomstwo pokolenia rodzicielskiego powstałe naturalnie lub na drodze hodowli w wyniku celowego krzyżowania roślin lub zwierząt. Pokolenia potomne są oznaczane symbolem F (łac. filia = córka, filius = syn). Pierwsze pokolenie potomne oznacza się symbolem się F1, potomstwo tego pokolenia – F2 itd.